# Drift
Pour l'album du groupe The Devlins, voir Drift (album).
 (novembre 2018).
Si vous disposez d'ouvrages ou d'articles de référence ou si vous connaissez des sites web de qualité traitant du thème abordé ici, merci de compléter l'article en donnant les références utiles à sa vérifiabilité et en les liant à la section « Notes et références ».

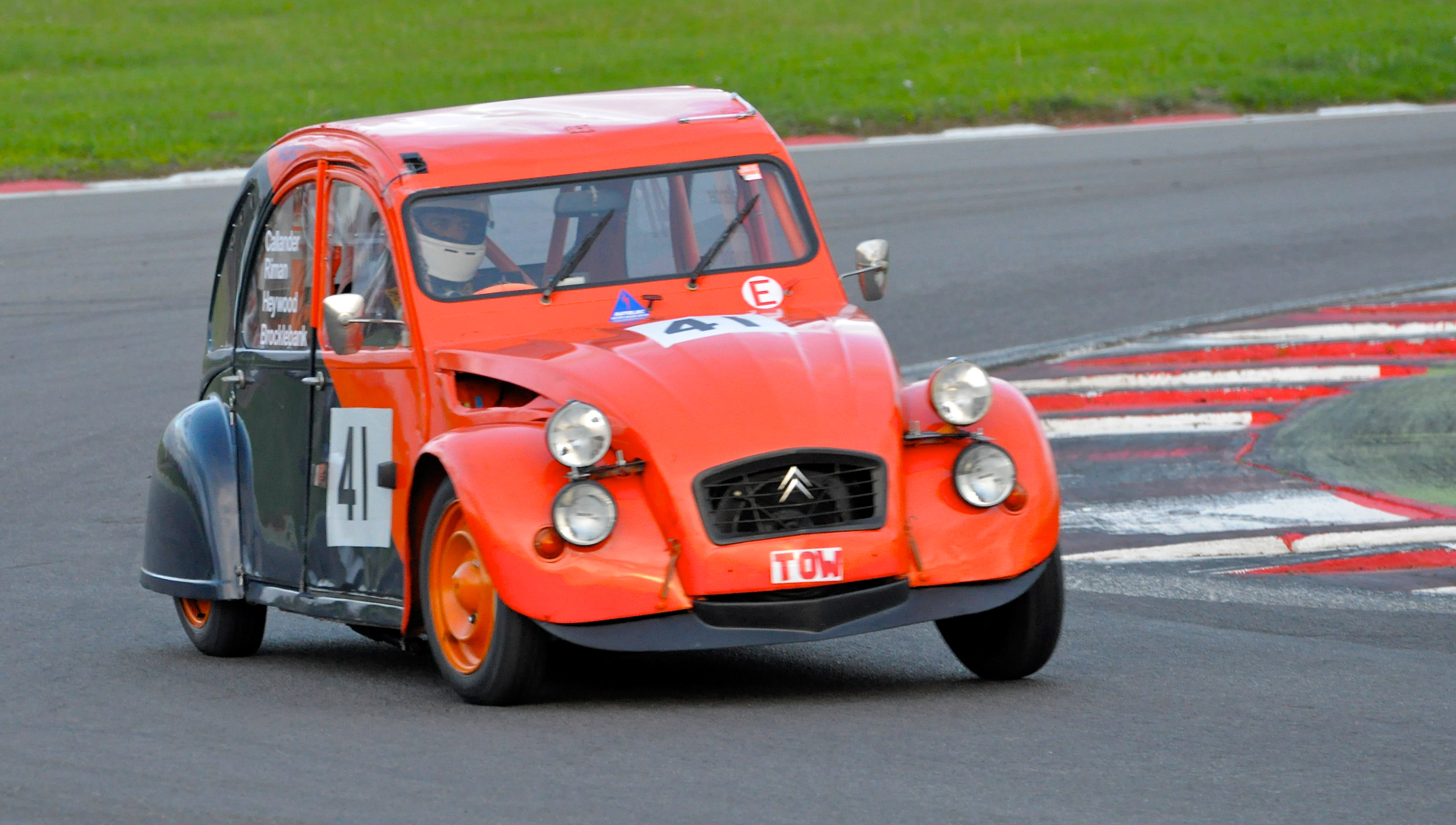
Une Citroën 2CV en drift

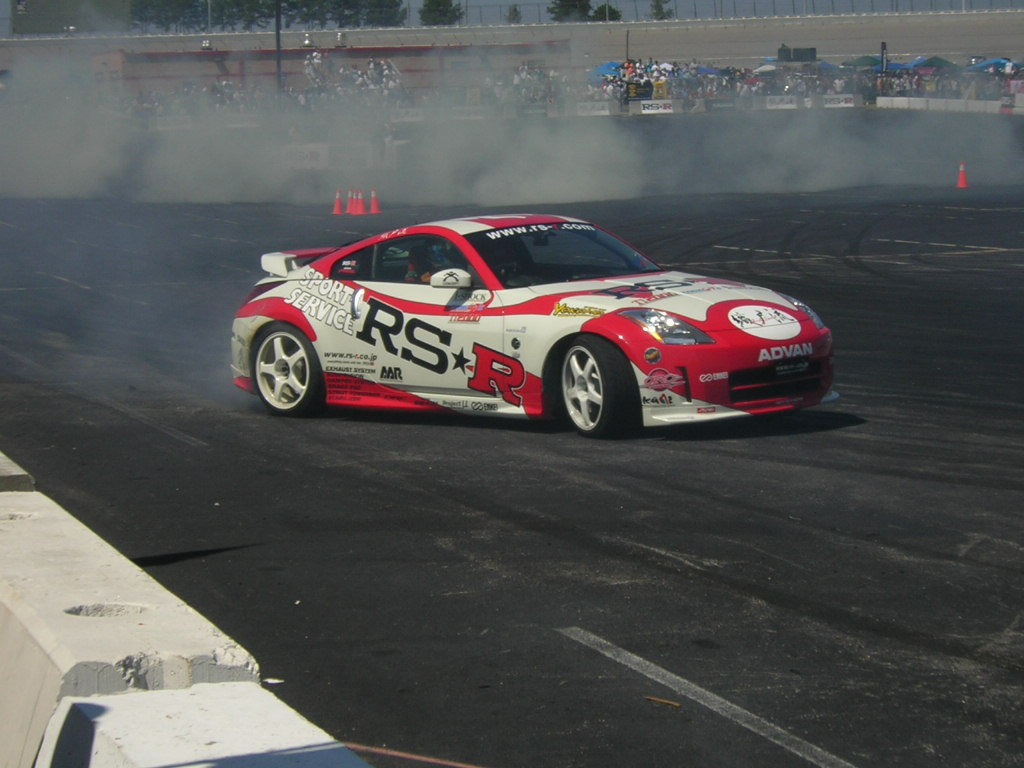
Une Nissan 350Z en action

Le drift (en anglais drifting, « dérive ») est une discipline de sport automobile dans laquelle le pilote contrôle le véhicule pour qu'il glisse d'un côté à l'autre de la piste bitumée. L'épreuve se déroule devant des juges : sont notés la trajectoire, la vitesse, l'angle d'attaque et le style.
Les voitures de drift sont des propulsions compactes et des coupés sport de moyen gabarit, parfois des quatre-roues motrices transformées en propulsion. Il s'agit également généralement de voitures de marques japonaises (pays d'où le drift est originaire), ce qui fait que de nombreuses voitures ont le volant à droite car elles sont adaptées à une conduite à gauche.
Le but est d'envoyer le plus de puissance possible aux roues arrière afin de réduire leur adhérence à la piste et ainsi glisser en faisant accélérer la voiture. Le drift doit être maintenu tout le long du virage en utilisant presque toute la puissance du véhicule, un freinage bien calibré et un survirage très précis.

## Historique
La discipline a débuté dans les années 1980 au Japon. L'interprétation moderne du drift a pour origine une forme de courses de rue illégales pratiquées par les Zoku (prononcer « zo-kou ») sur les routes sinueuses de montagne et appelées « Touge » ou « Tôge » (prononcer « to-gué »).
Le pilote japonais Keiichi Tsuchiya (surnommé aujourd'hui le « Drift King »), lui-même inspiré par la technique particulière de pilotage de Kunimitsu Takahashi, ancien pilote motocycliste courant dans le championnat du Japon des voitures de tourisme (JTCC) dans les années 1970, a pratiqué le drift lors d'épreuves illégales en montagne (Tôges) puis participé au lancement de la discipline sur circuit en 1988,.
En France, le Drift a été importé par le pilote de rally, Tony Jouin. Repris depuis par Jérôme Vassia, le drift est désormais un sport fédéral reconnu par la FFSA (Fédération Française du Sport Automobile). Il est représenté par le championnat de France de Drift FFSA.
Popularisé par des vidéos virales et des voitures toujours plus performantes, le drift fait désomais jeu égal en termes de popularité avec d'autres disciplines du sport automobile tel que le rallycross ou les épreuves sur circuit.

## Comment est jugé le drift?
Puisque les événements de drift sont jugés par l'exécution et le style, les juges doivent connaitre les limites des voitures et des différentes techniques utilisées par les pilotes. Ces experts jugent et évaluent la trajectoire, la vitesse, l'angle, la qualité du spectacle et le contrôle du véhicule.
Après plusieurs sessions d'essais libres, les pilotes inscrits doivent passer par une séance de qualification en solo avant de participer aux rounds d'élimination Top-16 en « battle ». Ils doivent ensuite se qualifier dans le « Best 8 » (les huit meilleurs) avant de pouvoir avancer au « Final Four » (quatre meilleurs ou demi-finale) qui précède la grande finale.
Des actions comme ralentir au point de gêner l'adversaire, foncer dans un autre véhicule ou faire un tête-à-queue sont illégales et excluent immédiatement le pilote. En France, une roue qui sort de la piste est éliminatoire.
Différents formats de battle existent, partant du Top 64 (Iron Drift Kings), Top 32 (Championnat de France de Drift) ou encore Top 16.

## Techniques de base
Les techniques les plus utilisées en drift sont le « e-brake » ainsi que le « feint drift ».

### E-brakeetlong slide
La technique e-brake (pour emergency brake, « frein d'urgence », plus communément « frein-à-main »), encore appelée « side brake » (« frein de côté »), est la plus facile à réaliser. Elle consiste à activer brièvement le frein-à-main en le laissant déverrouillé, permettant à l'arrière du véhicule de perdre de la motricité, accompagné d'une légère survitesse à l'entrée du virage, puis d'accélérer et de contre-braquer de manière dosée. C'est une technique peu avancée, qui fait perdre du temps, d'où son utilisation très restreinte, réduite aux épingles et fréquemment utilisée pour redresser un véhicule en sous-virage en courbe. Utilisé également pour les véhicules à traction avant (voir plus bas FF drift).
Une variante du side brake, appelée long slide (« longue glisse »), est utilisée pour les virages de moyenne à haute vitesse. Cette technique est une utilisation plus précoce du frein à main souvent aux abords des virages précédés par une ligne droite, permettant d'initialiser la dérive plus tôt, la voiture étant freinée uniquement par son utilisation. Ce drift est réalisé en tirant le frein à main en abordant le virage et en le maintenant jusqu'à la fin du virage.

### Power over
Le power over (« sur-puissance ») est une technique simple qui consiste à aborder un virage à allure modérée, puis à accélérer violemment en entrée de virage tout en braquant plus ou moins fort suivant la puissance du véhicule ; une voiture puissante est nécessaire et un contre-braquage rapide peut être nécessaire.

### Coup d'embrayage
Le « coup d'embrayage » (clutch kicking) consiste à débrayer alors qu'on est en pleine accélération et à re-embrayer brusquement, donnant ainsi d'un coup plus de régime moteur et de couple aux roues, avec pour effet la perte d'adhérence. Cette méthode est souvent utilisée pour prolonger une dérive qui semble se terminer prématurément lorsqu'un virage plus serré se rouvre par exemple. Les voitures les plus friandes de cette technique sont les Toyota Corolla (AE86), ou les BMW série 3 (E30) qui sont faibles en puissance et donc nécessitent sans cesse ce type d'utilisation, qui est à la fois un compromis entre conservation de vitesse et efficacité.

### Feint drift
Le « feint drift » (« feint » signifie une « feinte », on l'utilise entre autres pour surprendre la voiture qui suit) est tout simplement un transfert de charge. La technique consiste à se positionner à l'intérieur à l'abord d'un virage, puis à donner un coup de volant rapide vers l'extérieur pour ensuite entrer l'arrière du véhicule et le délester de son poids pour provoquer un survirage. Sur une piste très sinueuse, le « feint drift » peut être utilisé pour boucler tout le circuit en drift, en liant les virages les uns aux autres par des transferts de charge de ce type.

### Freinage
Le freinage  (braking) consiste à freiner continuellement avant le virage puis à son début tout en ayant une vitesse supérieure à la normale : le simple fait de relâcher le frein met la voiture en survirage. Cette performance est réalisée en freinant fortement dans un virage, ce qui entraîne une perte d'adhérence et ensuite en rééquilibrant le drift à travers les mouvements de la direction et de l'accélérateur. Ce drift est essentiellement adapté pour les virages pris à vitesse moyenne ou faible.

### Freinage du pied gauche
Le freinage du pied gauche (left foot braking) est une technique souvent utilisée dans les courses de rallye. Elle consiste à donner beaucoup de révolutions au moteur (traction) et à appuyer fortement sur la pédale de frein avec son pied gauche pour ainsi bloquer les roues arrière sans bloquer les roues avant.
Très bonne technique pour prendre des virages serrés sans perdre de la vitesse à la sortie, elle est difficile à réaliser correctement.

### Manji
Le manji se pratique en ligne droite, c'est un enchaînement de feints de part et d'autre de la piste en employant toute la largeur de celle-ci. Également appelé choku-dori, « queue de poisson ».

### Dirt drop drift
Lors de ce drift, les pneus arrière passent de la route au bas-côté (dans la terre) pour maintenir ou gagner un angle de dérive sans perdre de puissance puis se stabilisent (technique adaptée pour les voitures de faible puissance).

### Jump drift
Dans cette technique, le pneu arrière rebondit au-dessus de la bordure du trottoir à l'intérieur du virage (ou au sommet) pour perdre de la traction résultant d'un braquage excessif.

### Swaying brake
C'est un drift caractérisé par un lent balancement de l'arrière vers l'avant de la voiture dans le virage.

### FF drift
Sur les véhicules à traction avant et moteur à l'avant (FF signifie Front-engine, Front-wheel drive), le frein d'urgence tout comme le volant et les techniques de freinage doivent être utilisés pour équilibrer la voiture dans le virage (le frein d'urgence, ou frein à main, est la principale technique pour équilibrer un tel drift).

### Shift lock
Ce drift est réalisé en laissant diminuer le nombre de tours par minute par un changement de rapport dans un virage, puis en lâchant l'embrayage pour exercer une tension sur la transmission et ralentir l'arrière de la voiture (c'est comme tirer le frein d'urgence dans un virage – Ceci doit être réalisé sur route humide afin de ne pas abîmer la transmission).

### Appel / contre-appel
Technique qui consiste à mettre la voiture en dérive pour passer un virage plus vite. Un premier appel (bref coup de volant dans le sens du virage) va mettre la voiture en survirage, ensuite un contre-braquage va permettre de remettre les roues dans l'axe de la route pour sortir du virage.

### Race drift
C'est une performance réalisée en course de vitesse, en entrant à grande vitesse dans le virage, le pilote lève le pied de l'accélérateur pour braquer un peu trop et ensuite équilibre le drift à travers les mouvements du volant et de l'accélérateur (la voiture utilisée pour ce type de drift doit être à l'équilibre, par conséquent le pilote pourra braquer à l'excès. Si la voiture avance péniblement dans un virage, cette technique ne fonctionnera pas).

### Talon-pointe (ou pointe-pointe)
Appelée heel-and-toe en anglais, cette technique vise à effectuer un double débrayage pendant un freinage en utilisant le pied droit à la fois sur la pédale de frein et la pédale d'accélérateur. Pour ce faire, le pilote place soit la pointe du pied sur le frein et le talon sur l'accélérateur, soit le côté gauche de la pointe sur le frein et le côté droit sur l'accélérateur.

### Glisse sous accélération
La « glisse sous accélération » (power slide) est une phase du drift, elle débute généralement dans le virage à partir du moment où la glisse s'épuise et où l'accélération devient nécessaire pour la poursuivre. La voiture est gérée à l'accélérateur à partir de ce moment jusqu'à la fin de la courbe. Cette technique est généralement utilisée par des voitures à transmission intégrale très puissantes.